# حمله جک-جک
حمله جک-جک (به انگلیسی: Jack-Jack Attack) یک فیلم کوتاه پویانمایی رایانه‌ای محصول سال ۲۰۰۵ پیکسار به نویسندگی و کارگردانی برد برد است. این فیلم کوتاه، به همراه نسخه دی‌وی‌دی فیلم بلند شگفت‌انگیزان، منتشر شد.